# Orzes
Orzes è una frazione del Comune di Belluno. In linea d'aria dista 5,45 km dalla città di Belluno, in direzione di Mas, frazione di Sedico.

## Storia

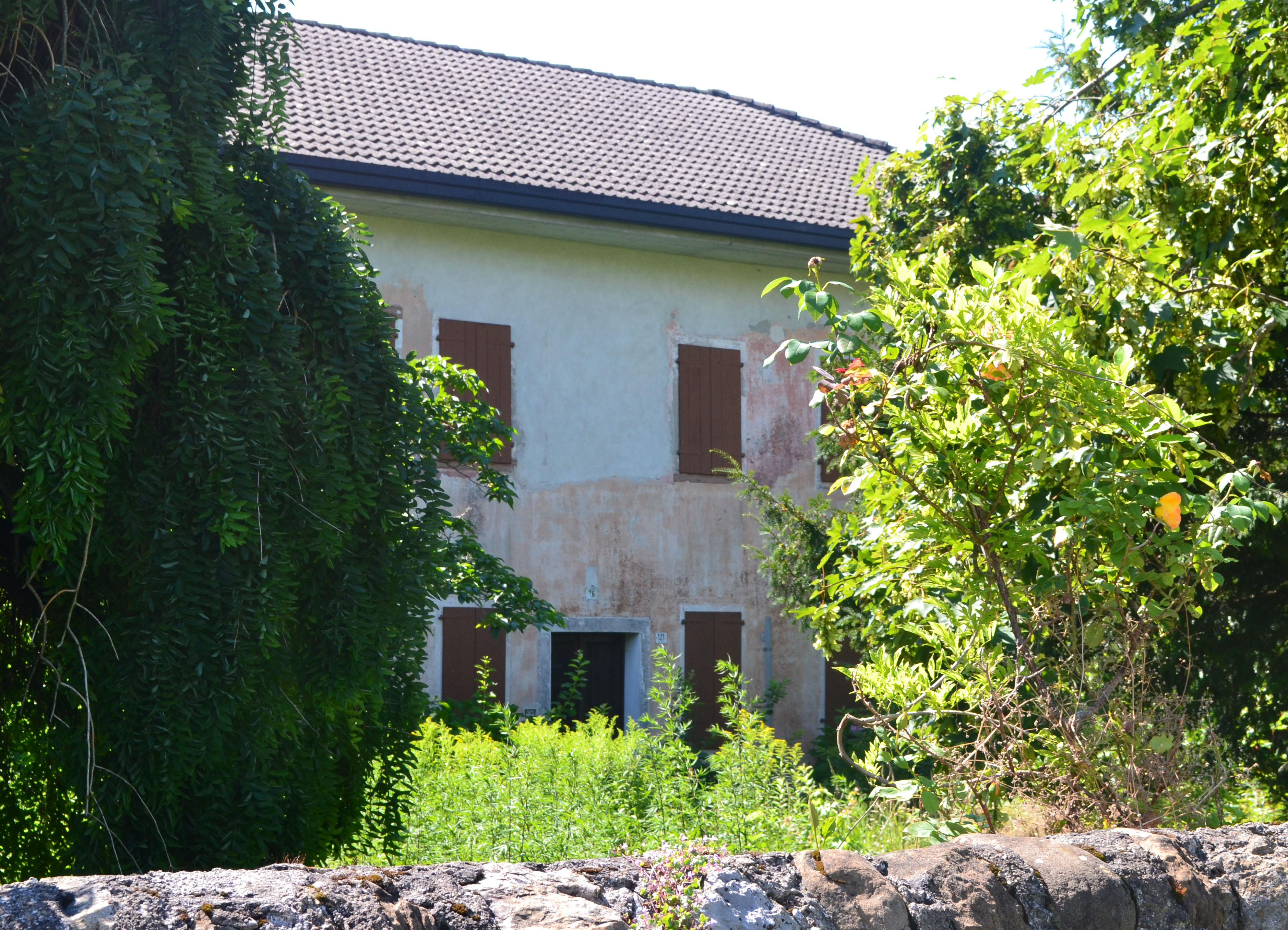
Casa di Sebastiano Barozzi ad Orzes

La presenza del villaggio di Orzes risale all'epoca dell'antica Roma. Nel XVI secolo venne ritrovata la stele funeraria del prefetto romano Sertorius Proculus (Sertorio Procolo), databile al II secolo dopo Cristo.
Nel 1921 al censimento risultò una popolazione di 633 abitanti.

## Chiese e monumenti
Di particolare interesse la chiesa parrocchiale di San Michele Arcangelo risalente al 1483 dove è stato rinvenuto un affresco attribuito alla cerchia di Nicolò di Pietro e la chiesetta della Madonna della Neve del 1836. 